# Bar Timor
Bar Timor (en hébreu : בר טימור), né le 2 mars 1992, à Haïfa, en Israël, est un joueur israélien de basket-ball. Il évolue au poste d'arrière.

## Palmarès
- Vainqueur de la Coupe d'Israël 2019, 2020
- Champion d'Israël 2015, 2017